# 유영재 (1994년)
유영재(劉永才, 1994년 1월 24일 ~ )는 대한민국의 가수 겸 배우로 보이 그룹 B.A.P의 리드보컬을 맡았다.

## 학력
- 발곡초등학교 (졸업)
- 발곡중학교 (졸업)
- 의정부공업고등학교 (졸업)
- 숭실사이버대학교 엔터비즈니스학과 (재학)

## 음반 외 활동

### 드라마
- 2019년 JTBC 금요드라마 《김슬기 천재》 - 천차돌 역
- 2019년 KBS2 수목드라마 《99억의 여자》 - 김석 역
- 2020년 tvN 토일드라마 《철인왕후》 - 김환 역
- 2021년 KBS2 월화드라마 《경찰수업》 - 조준욱 역
- 2022년 왓챠 《춘정지란》 - 진금성 역
- 2022년 플레이리스트 《미미쿠스》 - 한유성 역
- 2022년 JTBC 토일드라마 《클리닝 업》 1화 - 조카 역
- 2024년 tvN 단막극 《O'PENing - 아름다운 우리여름》 - 나아름 역

### 영화
- 《싱어송》 (2022년) - 현도 역

### 예능
- 2016년 네이버 tvcast 《꽃미남 브로맨스》 - 출연
- 2017년 네이버 tvcast 《존잘러 - 존재 자체가 잘난 스타 움짤 러쉬》 - 출연
- 2017년 SBS MTV 《더 쇼》 (2017년 10월 17일 ~ 2018년 5월 8일) - 고정 MC
- 2017년 MBC 《미스터리 음악쇼 복면가왕》 - 참가자 (GOAL때리는 헤딩천재 조기축구회, 행운의 편지)